# Municipio de Ross (condado de Osborne)
El municipio de Ross (en inglés: Ross Township) es un municipio ubicado en el condado de Osborne en el estado estadounidense de Kansas. En el año 2010 tenía una población de 994 habitantes y una densidad poblacional de 10,73 personas por km².

## Geografía
El municipio de Ross se encuentra ubicado en las coordenadas 39°31′47″N 98°32′19″O / 39.52972, -98.53861. Según la Oficina del Censo de los Estados Unidos, el municipio tiene una superficie total de 92.65 km², de la cual 91,93 km² corresponden a tierra firme y (0,77 %) 0,71 km² es agua.

## Demografía
Según el censo de 2010, había 994 personas residiendo en el municipio de Ross. La densidad de población era de 10,73 hab./km². De los 994 habitantes, el municipio de Ross estaba compuesto por el 97,38 % blancos, el 0,2 % eran afroamericanos, el 1,01 % eran amerindios, el 0,5 % eran asiáticos y el 0,91 % eran de una mezcla de razas. Del total de la población el 0,91 % eran hispanos o latinos de cualquier raza.